# Sumita
Sumita (住田町 Sumita-chō?) es un pueblo localizado en la prefectura de Iwate, Japón. En octubre de 2018 tenía una población de 5.331 habitantes y una densidad de población de 15,9 personas por km². Su área total es de 334,84 km².

## Geografía

### Municipios circundantes
- Prefectura de Iwate
  - Ōfunato
  - Rikuzentakata
  - Ichinoseki
  - Tōno
  - Kamaishi
  - Ōshū

## Demografía
Según datos del censo japonés, la población de Sumita ha disminuido en los últimos años.
| Año del censo | Población |
| ------------- | --------- |
| 1995          | 7.783     |
| 2000          | 7.305     |
| 2005          | 6.848     |
| 2010          | 6.190     |
| 2015          | 5.720     |